# Marty McSorley
Martin James „Marty“ McSorley (* 18. Mai 1963 in Hamilton, Ontario) ist ein ehemaliger kanadischer Eishockeyspieler und -trainer, der im Verlauf seiner aktiven Karriere zwischen 1981 und 2001 unter anderem 1.076 Spiele für die Pittsburgh Penguins, Edmonton Oilers, Los Angeles Kings, New York Rangers, San Jose Sharks und Boston Bruins in der National Hockey League (NHL) bestritten hat. Seine größten Karriereerfolge feierte McSorley, der den Spielertyp des Enforcers verkörperte und die drittmeisten Strafminuten der NHL-Geschichte sammelte, in Diensten der Edmonton Oilers mit den Stanley-Cup-Siegen in den 1987 und 1988. Sein älterer Bruder Chris McSorley war ebenfalls professioneller Eishockeyspieler und auch als Trainer tätig.

## Karriere
Marty McSorley spielte in einigen unterklassigen Nachwuchsligen, ehe er sich 1981 den Belleville Bulls aus der kanadischen Juniorenliga Ontario Hockey League (OHL) anschloss. Ein Jahr später unterschrieb er als Free Agent einen Vertrag bei den Pittsburgh Penguins in der National Hockey League (NHL), blieb aber noch ein weiteres Jahr bei den Belleville Bulls. In der Saison 1983/84 gab er sein Debüt für die Penguins und stand die komplette Saison im NHL-Kader des Teams. Das Jahr darauf verbrachte er hauptsächlich in der American Hockey League (AHL) bei den Baltimore Skipjacks, dem Farmteam der Penguins.
Im September 1985 wurde er gemeinsam mit Tim Hrynewich und später auch Craig Muni im Tausch für Gilles Meloche zu den Edmonton Oilers transferiert und konnte sich dort endgültig in der NHL etablieren. Er hatte eine gute Punkteausbeute, aber seine Stärke war das körperlich harte Spiel. Da er sich auch nicht scheute in Faustkämpfe verwickelt zu werden, gehörte er zu den damals bekanntesten Enforcern der Liga und galt auf dem Eis als Leibwächter von Edmontons Superstars Wayne Gretzky, Mark Messier und Jari Kurri. So war er ein wichtiger Bestandteil der Mannschaft, als sie in den Jahren 1987 und 1988 den Stanley Cup gewannen.
Zusammen mit Wayne Gretzky und Mike Krushelnyski wurde er im Sommer 1988 zu den Los Angeles Kings transferiert, die im Gegenzug Jimmy Carson, Martin Gélinas und drei Erstrunden-Wahlrecht in den Jahren 1989, 1991 und 1993 sowie eine Geldsumme dafür an die Oilers abgaben. Bei den Kaliforniern spielten sie noch mehrere Jahre zusammen und standen 1993 noch einmal im Finale um den Stanley Cup, das jedoch verloren ging. Im August 1993 wurde er für Shawn McEachern zu den Pittsburgh Penguins transferiert, aber nach einem halben Jahr wieder zurück nach Los Angeles geholt, wo er bis 1996 blieb. Nach neun Spielen mit den New York Rangers, für die er die letzten Wochen der Saison 1995/96 absolvierte, wechselte er zu den San Jose Sharks. Im Oktober 1998 kehrte er zu den Edmonton Oilers zurück, sein Vertrag wurde aber nach einem Jahr nicht mehr verlängert. Als die Saison 1999/2000 schon zwei Monate alt war, gaben ihm die Boston Bruins einen Vertrag. Am 21. Februar 2000 schlug er im Spiel gegen die Vancouver Canucks Gegenspieler Donald Brashear mit dem Schläger gegen den Kopf. Brashear stürzte darauf rückwärts aufs Eis und blieb bewusstlos liegen. Er trug eine schwere Gehirnerschütterung davon. Marty McSorley wurde daraufhin für den Rest der Saison gesperrt. Am 4. Oktober 2000 verurteilte ihn ein Gericht zu einer Strafe von eineinhalb Jahren auf Bewährung. Die NHL weitete daraufhin die Sperre auf ein ganzes Jahr aus. Als die Sperre im Februar 2001 abgelaufen war, erhielt McSorley einen Vertrag bei den Grand Rapids Griffins in der International Hockey League (IHL), doch trotz seiner Bemühungen erhielt er keinen NHL-Vertrag mehr und beendete im Sommer 2001 seine Karriere. 
Zur Saison 2002/03 übernahm Marty McSorley den Posten als Cheftrainer der Springfield Falcons, dem damaligen AHL-Farmteam der Phoenix Coyotes. Nach dem Ausscheiden in der ersten Runde der Playoffs in der ersten Saison, konnten sie sich in der Spielzeit 2003/04 erst gar nicht für die Endrunde qualifizieren und McSorley wurde entlassen. Während der Saison 2005/06 analysierte er für den Fernsehsender Fox Sports Net West die Spiele der Los Angeles Kings und der Mighty Ducks of Anaheim. In der Saison 2006/07 kommentierte er als Experte für FSN Bay Area die Spiele seines Ex-Teams San Jose Sharks.

### Schauspielkarriere
- Neben seiner Karriere als Eishockeyspieler ist McSorley auch als Schauspieler aktiv. Zwischen 1995 und 1997 übernahm er kleinere Rollen in den Filmen Bad Boys – Harte Jungs mit Will Smith und Martin Lawrence, Vergiß Paris mit Billy Crystal, Con Air mit Nicolas Cage und Do Me A Favor mit Rosanna Arquette. Außerdem hatte er 2005 einen Auftritt in der Fernsehserie CSI: Miami und 2007 einen Cameo-Auftritt als er selbst in der Serie Greek.

## Erfolge und Auszeichnungen
- 1987 Stanley-Cup-Gewinn mit den Edmonton Oilers
- 1988 Stanley-Cup-Gewinn mit den Edmonton Oilers
- 1991 NHL Plus/Minus Award (gemeinsam mit Theoren Fleury)

## Karrierestatistik
(Legende zur Spielerstatistik: Sp oder GP = absolvierte Spiele; T oder G = erzielte Tore; V oder A = erzielte Assists; Pkt oder Pts = erzielte Scorerpunkte; SM oder PIM = erhaltene Strafminuten; +/− = Plus/Minus-Bilanz; PP = erzielte Überzahltore; SH = erzielte Unterzahltore; GW = erzielte Siegtore; 1 Play-downs/Relegation; Kursiv: Statistik nicht vollständig)

## Sonstiges
- Am 23. April 1994 gab Marty McSorley die Vorlage zu Wayne Gretzkys 802. Tor seiner Karriere, wodurch Gretzky einen neuen Rekord aufstellte, der bis heute nicht gebrochen wurde.
- McSorley erhielt während seiner Karriere 3.381 Strafminuten, womit nur drei Spieler in der NHL-Geschichte mehr Strafen erhalten haben als er.